# Letališče London Heathrow
Letališče London Heathrow - Heathrow Airport (IATA: LHR, ICAO: EGLL) je veliko mednarodno letališče v zahodnem Londonu, Anglija. Velja za najbolj prometno evropsko letališče po številu potnikov in tretje na svetu. Leta 2014 je letališče imelo 73,4 milijona potnikov in 472 tisoč premikov letal. Letališče uporablja 90 letalskih družb, glavni uporabnik je letalska družba British Airways. Z letališča Heathrow se da leteti na 170 destinacij po svetu. 
Heathrow ima dve vzporedni stezi, kar pomeni da lahko pristajata ali vzletata dve letali hkrati. Vendar kljub temu letališče operira pri skoraj največji zmogljivosti, zato obstajajo načrti za tretjo stezo.